# Trattato di Lussemburgo
Il 22 aprile 1970 fu firmato il Trattato di Lussemburgo, in base al quale si stabilì che le attività della Comunità europea si sarebbero finanziate con risorse proprie e si ampliarono i poteri del Parlamento europeo (non ancora eletto a suffragio universale) che dal momento dell'entrata in vigore del trattato può respingere in toto il bilancio.
Si approvò inoltre una graduale introduzione di un sistema di risorse proprie, in cui la Comunità percepiva i dazi doganali per i prodotti importati da paesi che non facevano parte di essa e la relativa IVA. Il Trattato di Lussemburgo entrò in vigore il 1º gennaio 1971.